# Марк Кюбан
Марк Кюбан (роден на 31 юли 1958 г.) е американски милиардер предприемач, телевизионна личност и собственик на медии, чиято нетна стойност възлиза на около 4,3 милиарда долара според Forbes и е на 177 място в списъка на Forbes 400 за 2020 г. Той е собственик на професионалния баскетболен отбор на Dallas Mavericks на Националната баскетболна асоциация (NBA), съсобственик на 2929 Entertainment и председател на AXS TV. Също е и един от основните инвеститори на „акули“ в телевизионния сериал ABC Shark Tank. 

## Биография
Роден е на 31 юли 1958 г. в Питсбърг, Пенсилвания. Баща му Нортън Кюбан е автомобилен тапицер. Майка му Шърли е човек с „различна работа или различна цел в кариерата през седмица“. Израства в предградието на Питсбърг в еврейско семейство от работническата класа. Дядо му по бащина линия сменя фамилното име от „Чабениски“ на „Кюбински“, след като семейството му емигрира от Русия през остров Елис. Неговите баба и дядо по майчина линия, които също са били евреи, са от Румъния. Първата стъпка в бизнеса на Кюбан става на 12-годишна възраст, когато продава торби за боклук, за да плати чифт скъпи баскетболни обувки. Няколко години по-късно препечелва продавайки марки и монети. На 16-годишна възраст се възползва от стачка в Питсбърг, като пренася вестници от Кливланд до Питсбърг.
Вместо да посещава гимназия последната година, той се записва като редовен студент в Университета в Питсбърг, където се присъединява към братството Pi Lambda Phi International. Става фен на „любимия“ отбор на НФЛ на Питсбърг, Питсбърг Стийлърс. След като учи една година в университета в Питсбърг се прехвърля в университета в Индиана в Блумингтън, Индиана и завършва бизнес училище в Кели през 1981 г. с бакалавърска степен по мениджмънт. Избра училището за бизнес „Kelley School“ в Индиана, без дори да посети кампуса, защото „в него имаше най-евтиното обучение от всички бизнес училища в топ 10 на списъка“. По време на следването започва различни бизнес начинания, включително бар, дискотеки и верижно писмо. След завршване се връща в родния си град в Пенсилвания и постъпва на работа в Mellon Bank започвайки да специализира в машини и мрежи.